# منتخب نيجيريا لكرة السلة للسيدات
منتخب نيجيريا الوطني لكرة السلة للسيدات (بالإنجليزية: Nigeria women's national basketball team) هو ممثل نيجيريا الرسمي في المنافسات الدولية في كرة السلة للسيدات.